# رود واریور انیمال
رود واریور انیمال (انگلیسی: Road Warrior Animal; ۱۲ سپتامبر ۱۹۶۰ – ۲۲ سپتامبر ۲۰۲۰) کشتی‌گیر کشتی حرفه‌ای اهل ایالات متحده آمریکا بود.
وی همچنین برندهٔ جوایزی همچون تالار شهرت دبلیودبلیوای شده است.